# Hesperoburhinus bistriatus
Hesperoburhinus bistriatus es una especie de ave caradriforme de la familia Burhinidae. Se distribuye por la región Neotropical extendida desde el sur de México al norte de Brasil. Reciben nombres diferentes dependiendo de la región, entre ellos galán, huerequeque, tanga, guacharaca, guerere, peralonso, correcaminos, Berelele, alcaraván dara o alcaraván venezolano

## Descripción
Hesperoburhinus bistriatus son aves corredoras por lo que tienen unas largas y delgadas patas de color verdoso. El ave llega a medir 46 cm. Los ojos son grandes y amarillos y el pico corto. Las partes superiores, la cabeza y el pecho son marrón oscuro y la garganta y el vientre son blancos. Las cejas son blancas y están bordeadas con una característica línea negra.

## Comportamiento
Andan solos, en parejas o en pequeños grupos sueltos. Por el tamaño de sus ojos se puede deducir que son aves por lo general nocturnas y bulliciosas, aunque también pueden ser activas durante el día. Son buenas corredoras y lo hacen velozmente por distancias cortas. Se alimentan de una variedad de materia orgánica. Suelen adoptar una posición agachados sobre el suelo con el objeto de pasar inadvertidos.

## Reproducción
Se reproducen durante la estación seca. En un nido en el suelo colocan 2 huevos de color aceitunado.

## Importancia
Se deshacen de materia orgánica.